# بخش کیرونا
بخش کیرونا (به سوئدی: Kiruna kommun) یک ناحیه شهری در سوئد است که در شهرستان نوربوتن واقع شده‌است.

## خواهرخوانده
شهرهای رووانیمی، آرخانگلسک، روستاوی، آپاتیتی و نارویک خواهرخوانده‌های بخش کیرونا هستند.